# Haline Scatrut
Haline Leme Scatrut (9 de agosto de 1992) é uma jogadora de rugby sevens e union brasileira. Atleta do Curitiba Rugby, campeã do circuito brasileiro de sevens de 2015 e 2016.

## Carreira
Haline integrou o elenco da Seleção Brasileira Feminina de Rúgbi de sete que ficou em 9.° lugar na Rio 2016.